# Cervello di scimmia

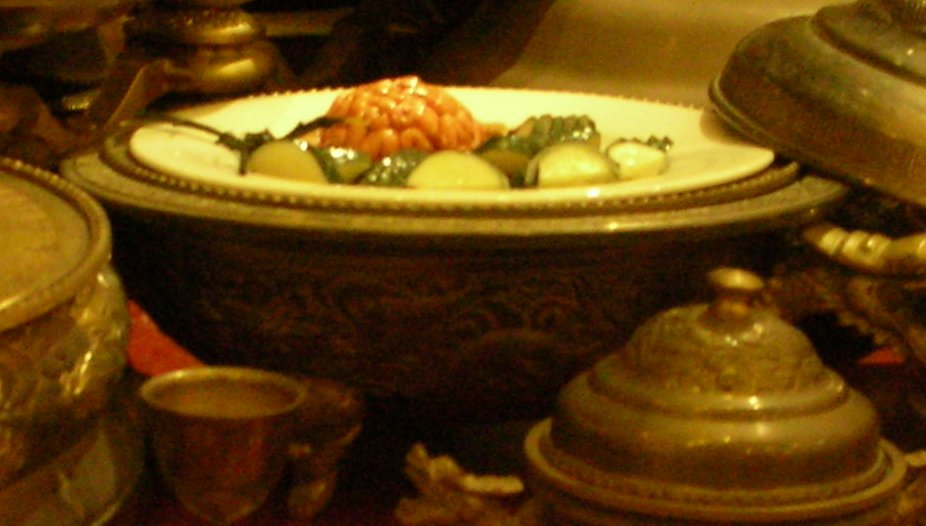
Rappresentazione del piatto con cervello di scimmia servito durante il banchetto imperiale Manchu Han

Il cervello di scimmia è un alimento presumibilmente consumato in alcune aree dell'Estremo Oriente e dell'Africa. Tale piatto, che può essere consumato cotto o crudo, ha suscitato reazioni molto controverse, specialmente nella cultura popolare occidentale, ove è stato preso ad esempio per criticare la presunta insensibilità e crudeltà di alcune culture asiatiche.

## Storia
Il consumo di cervelli di scimmia è documentato in alcune fonti storiche. Durante l'epoca della dinastia cinese Qing del diciassettesimo secolo, furono alcuni degli alimenti serviti durante il banchetto imperiale Manchu Han, fra le manifestazioni gastronomiche più note della storia culinaria cinese, dove potevano essere mangiati direttamente nel cranio dell'animale. Nel ventunesimo secolo, un emendamento politico del governo cinese renderà però illegale il consumo dei cervelli dei primati, con condanne fino a 10 anni di carcere per i trasgressori. La naturalista Angela Meder del Gorilla Journal asserì che il consumo di cervelli di scimmia sarebbe una pratica del popolo Anaang, stanziato nella Nigeria sud-orientale e nel Camerun sud-occidentale. Secondo il resoconto di Meder, il nuovo capo degli Anaang deve mangiare il cervello di un gorilla mentre un altro membro anziano della tribù deve nutrirsi del suo cuore. Tale pratica, aspramente criticata all'inizio del ventunesimo secolo, si verifica soltanto durante l'elezione di un nuovo capo tribù poiché l'uccisione dei gorilla sarebbe altrimenti proibita. Non è chiaro se, in epoca contemporanea, i cervelli delle scimmie siano mai stati veramente serviti in un ristorante o se la pratica stessa di mangiarli sia in realtà una leggenda metropolitana. Si presume infatti che l'utilizzo in varie cucine dell'Asia del fungo hericium erinaceus, anche conosciuto come hóu tóu gū (猴头菇S), ovvero "testa di scimmia", avesse contribuito a diffondere l'opinione secondo la quale in Asia fosse popolare il consumo di cervelli di scimmia.

## Rischi per la salute
I cervelli delle scimmie e, più in generale, i tessuti del sistema nervoso di alcuni animali, sono considerati dannosi per la salute umana e possono causare encefalopatie trasmissibili fra cui la malattia di Creutzfeldt-Jakob. Proprio per tali ragioni, il cervello delle scimmie viene considerato da più parti uno degli alimenti più pericolosi del mondo.

## Nei media
- Una nota rappresentazione fittizia del consumo dei cervelli delle scimmie viene mostrata nel mondo movie Le facce della morte del 1978, ove alcuni commensali, giunti in un ristorante di Hong Kong, mangiano il cervello di un primate direttamente dalla testa. Tuttavia, è stato dichiarato che tale scena è falsa in quanto i martelli utilizzati per rompere il cranio dell'animale erano in schiuma solidificata mentre la testa della scimmia era in realtà un sostegno riempito di gelatina, colorante alimentare rosso e cavolfiori.[12][13][14]
- In Indiana Jones e il tempio maledetto del 1985, il protagonista e i suoi compagni di avventura partecipano a un banchetto in cui viene servito il "cervello di scimmia semifreddo".[15]
- Nella commedia Signori, il delitto è servito del 1985 viene menzionata una cena a base di brodo di pinne di squalo e cervello di scimmia.[16]